# EMD JT56ACe
A JT56ACe é um modelo de locomotiva Diesel-Elétrica em fabricação pela Electro-Motive Diesel, possuí 6000 hp (4,5 MW). Seu desenho é destinado a exportação para a China. Usam tecnologia AC para seus motores de tração, e são equipadas com o motor 265H da EMD. São capazes de se adequar as metas da EPA no TIER 2.
Em Setembro de 2005, a República Popular da China anunciou uma ordem de 300 unidades do modelo JT55ACe, grande parte dessas maquinas sendo enviada em forma de kit's, para serem montadas pela fabricante chinesa Dalian Locomotive Works.